# Rhinella roqueana
Espèce
Synonymes
- Bufo typhonius roqueanus Melin, 1941
- Bufo roqueanus Melin, 1941

Statut de conservation UICN

 LC  : Préoccupation mineure
Rhinella roqueana est une espèce d'amphibiens de la famille des Bufonidae.

## Répartition
Cette espèce se rencontre en Amazonie entre 200 et 1 000 m d'altitude :
- au Brésil à l'Ouest de l'État d'Amazonas,
- en Colombie dans le département d'Amazonas,
- dans l'est de l'Équateur,
- au Pérou dans les régions de Loreto, d'Amazonas et de San Martín.

## Publication originale
- Melin, 1941 : Contributions to the knowledge of the Amphibia of South America. Göteborgs Kungliga Vetenskaps och Vitter-Hets Samhalles Handlingar, vol. 88, p. 1–71 (texte intégral).